# Was guckst du?!
Was guckst du?! (Alternativtitel: Guckst du weita!) war eine Comedy-Sendung mit dem Komiker Kaya Yanar. Sie wurde in den Jahren 2001 bis 2005 in 5 Staffeln mit insgesamt 120 Folgen von Sat.1 ausgestrahlt.

## Produktion
Was guckst du?! wurde in Köln-Mülheim produziert. Als Vorbild der Show gilt die englische Sendung Goodness gracious me, aus der auch einige Sketche übernommen wurden. In der Sendung wurden vornehmlich Stereotypen über verschiedene Nationalitäten, häufig Türken, verwendet und persifliert. Kaya Yanar spielte die Sketche mit ihren wiederkehrenden Rollen selbst. Zu Beginn jeder Sendung ging Kaya Yanar auf aktuelle Ereignisse ein. Neben Sketchen wurden auch als witzig empfundene Ausschnitte aus ausländischen Sendern gezeigt. Ab 2003 übernahm Harald Schmidts Firma Bonito die Produktion.  Häufige Nebendarsteller waren Carolin Kebekus, Özgür Cebe, Keirut Wenzel, Peter Rütten und Nina Vorbrodt.
Der Titelsong ist eine Abwandlung des Titels Soul Bossa Nova.

## Rubriken und Figuren
Von Kaya Yanar werden verschiedene Figuren gespielt, die in kleinen Einspielern, mitunter auch während der Sendung auftreten.
Wiederkehrende Figuren (Auswahl)
- Hakan: Ein türkischer Türsteher, der in einer Disco arbeitet. Sein Satz, wenn jemand nicht rein darf, lautet: „Ey, du kommst hier net rein!“. Manchmal schlägt er die Leute auch. Er wurde auch in weiteren Sendungen mit Yanar sowie in Werbespots für Crunchips verwendet.
- Ranjid: Der sorgenfreie, naive, dümmlich und viel zu freundlich wirkende Inder besitzt eine Kuh namens Benytha, die er häufig mit sich führt. Oft ist er bei seiner Arbeit als Reinigungskraft zu sehen. Er wurde auch in anderen Sendungen mit Yanar und in Werbespots für Das Telefonbuch verwendet. Er ist auch Hauptfigur im Film Agent Ranjid rettet die Welt.
- Francesco: Ein italienischer Gigolo, der Frauen zum Essen einlädt, die aber schnell wieder gehen, weil er sie auf irgendeiner Weise vergrault, zum Beispiel durch allzu lüsternes Verhalten oder indem er sie mit übergriffigen Sprüchen bedenkt, die sich zunächst charmant anhören.
- Yildirim: Er und seine türkische Familie besitzen die Fahrschule Kelal Yildirim. Die Familie besteht aus Kelal, Songül, Ayse und Günes.
- Sirtaki-Mann: Ein griechischer Sirtaki-Tänzer, der zerstrittene Personen durch einen gemeinsamen Tanz zur Versöhnung bringt. Er springt meist plötzlich mit dem Ausruf „Opa!“ ins Bild.

Rubriken (Auswahl)
- Fahrschule Kelal Yildirim: Kelal und seine Familie fahren mit einem überladenen Ford Escort, in jeder Folge mit dabei ist der Fahrschüler Winter. Ein Running Gag ist, dass Kelal ihn jedes Mal anders nennt (z. B. Streusalz, Sydney oder Frühling). In der zweiten Staffel wurde allerdings ein Unfall gebaut, da Winter vor lauter Euphorie, einer Polizeistreife entkommen zu sein, das Lenkrad abreißt und das Auto im Graben landet. Damit wurde die Rubrik seit 2002 nicht mehr weitergeführt. Nachfolger war die Rubrik Die Yildirims (Nicht mit meiner Tochter).
- Radio Suleymann: Suleymann spricht mit (oder hilft) Leuten, die verschiedene Probleme haben. Immer mit dabei ist sein Haustier, genannt Suleyhund. Er versteckt sich jedes Mal unter dem Tisch im kompletten Kabelsalat. Suleymann arbeitet in einem Raum, der mit Discokugeln oder Wandlampen beleuchtet ist. Die Rubrik ist eine Parodie zur Sendung Domian, die nachts auf 1Live gesendet wurde.
- Tagesguck: Hakan ist der Nachrichtensprecher der Rubrik. Die Begrüßung lautet: „Ey, Leute! Was geht? Guckst du krasse Tagesguck so mit Nachrichten und so!“ In der Mitte einer Folge spricht Kelal Yildirim einen Kommentar über ein bestimmtes Thema. Zum Schluss wird immer das Wetter gezeigt. Hakan sagt dann: „Ey, Wetterarsch! Mach de scheiße Wetter!“. Der Wettermann, genannt De Wetterarsch, wird abschließend meist von Hakan geschlagen. Der Tagesguck ist eine Parodie auf die Tagesschau.
- Dubai 2 UAE TV: Yanar geht als Reporter Tarek ab del Kalek an verschiedene deutsche Orte. Dabei wird teilweise in Kauderwelsch berichtet und mit Untertiteln übersetzt, wobei die arabische Sprache imitiert werden soll.
- Die Yildirims (Nicht mit meiner Tochter): Nachfolgerubrik von Fahrschule Kelal Yildirim, welche bis 2002 verwendet wurde. Die Rubrik ist eine fiktive Daily Soap. Alle Figuren der Vorgängerrubrik sind auch hier vorhanden und Kelal gibt Winter auch hier wieder verschiedene Namen. Die Rubrik wurde seit 2003 verwendet.
- Ranjid Undercover: Ranjid arbeitet in einem Raum als Privatdetektiv.
- Mehmet Fix Kochstudio: Mehmet begrüßt die Leute mit: „Herzlich Willkommen zum Mehmet Fix Kochstudio. Da hab ich mal wieder was ganz Besonderes vorbereitet. Guckst du hier, …“. Danach demonstriert er, wie verschiedene (fiktive) Gerichte zubereitet werden (z. B. Mehmet Fix für de Mann). Es ist eine Parodie auf das Maggi Kochstudio.
- Olga: Yanar spielt in der Rubrik die Wahrsagerin Olga. Wenn jemand zur Tür herein kommt, weiß Olga oft sofort den Namen der Person.

## Kontroverse
2001 schwenkte Yanar in einer Parodie des Madonna-Videos von American Pie statt der US-amerikanischen eine riesige türkische Flagge und setzte als Nebenrolle eine mit einem Ganzkörperschleier (Hidschab) bekleidete Darstellerin ein. Bei Sat.1 gingen daraufhin zahlreiche Proteste ein.

## Auszeichnungen

### Fernsehsendung
- 2001: Deutscher Fernsehpreis Beste Comedy
- 2001: Deutscher Comedypreis Beste Comedy-Show
- 2001: Österreichischer Fernsehpreis Beste Comedy-Show

### Webausgabe
- Publikumspreis des Grimme Online Awards 2002